# Cleidogona chacmool
Cleidogona chacmool är en mångfotingart som beskrevs av Shear 1972. Cleidogona chacmool ingår i släktet Cleidogona och familjen Cleidogonidae. Inga underarter finns listade i Catalogue of Life.